# Marilyn Tesch
Marilyn Tesch (...) è un'ex tennista australiana.

## Carriera
In carriera ha raggiunto una finale di doppio al South Australian Open del gennaio 1972. Nei tornei del Grande Slam ha ottenuto il suo miglior risultato raggiungendo i quarti di finale di doppio agli Australian Open nel 1970, in coppia con Kerry Ballard, e nel 1972, in coppia con Robyn Knobel.

## Statistiche

### Doppio

#### Finali perse (1)
| Numero | Anno            | Torneo                          | Superficie | Compagna      | Avversarie in finale            | Punteggio |
| 1.     | 23 gennaio 1972 | South Australian Open, Adelaide |            | Kerry Ballard | Evonne Goolagong Ol'ga Morozova | 3-6, 0-6  |